# Lega Nazionale Professionisti
Lega Nazionale Professionisti (LNP), również Lega Calcio – włoska organizacja sportowa, założona 16 maja 1946 roku w Rapallo, przez 64 sezony organizowała turnieje piłki nożnej w Serie A i Serie B, Puchar Włoch i Superpuchar, a na poziomie młodzieżowym campionato Primavera, Coppa Italia Primavera i Supercoppa Primavera.
Skupiała ona wszystkie kluby, występujących w danym sezonie w Serie A i Serie B, zaś jej głównym zadaniem było prowadzenie ligowych rozgrywek o mistrzostwo Włoch w piłce nożnej mężczyzn w dwóch najwyższych ligach i zarządzanie nimi.
W dniu 30 czerwca 2010 roku został rozwiązany, aby podzielić się na dwie oddzielne organizacje według lig, LNP Serie A (która odziedziczyła zarządzanie Pucharu Włoch i Superpucharu) oraz LNPB.

## Historia
Po roku, w którym mistrzostwa miały niezwykłą formułę, podzieloną ze względu na zniszczenia wojenne na Północ i Środkowo-Południe, w 1946 r. Federacja zaplanowała powrót do normalnej rywalizacji, przywracając demokratyczne wybory przedstawicieli federalnych.
Kiedy Direttorio Divisioni Superiori został rozwiązany w 1945 roku, prezesi głównych włoskich klubów postanowili zastąpić go dwoma nowymi organami, które dałyby życie przejściowym mistrzostwom tylko na sezon 1945/46: Lega Nazionale Alta Italia i Lega Nazionale Centro-Sud.
Lega Nazionale (z wł. Liga Narodowa) narodziła się w następnym sezonie w Rapallo, między 14 a 16 maja 1946 roku, kiedy zgromadzeni tam delegaci wyznaczyli sobie wyborcę i spośród nich powołali przewodniczącego i dwóch wiceprzewodniczących. W przeciwieństwie do Direttorio, Lega Nazionale również powinna być strukturą demokratyczną kontrolowaną od dołu przez same kluby. Otworzyły się jednak problemy koordynacyjne i kompetencyjne z FIGC.
Przed rozpoczęciem sezonu 1959/60 nastąpił początek "prawdziwego" profesjonalizmu, który nie był już fikcyjny jak ten ustanowiony przez Kartę Viareggio. Piłkarze Serie A i Serie B podpisują deklarację profesjonalnego gracza na początku sezonu 1959/60. Zawodnicy, którzy nie podpiszą deklaracji, nie mogą zawrzeć profesjonalnego kontraktu i rywalizować w czołowych mistrzostwach kraju. Lega Nazionale również zmieniła nazwę na Lega Nazionale Professionisti.
Nazwa "Lega Calcio" powstała w 1996 roku, podczas prezydentury prawnika Luciano Nizzoli, z okazji pięćdziesiątej rocznicy powstania LNP.
W maju 2009 roku niektóre z najsilniejszych ekonomicznie klubów zagroziły Serii B możliwym podziałem tych dwóch kategorii na dwie odrębne ligi. Doprowadziło to do niepowodzenia wyboru następcy Antonio Matarrese na prezydenta. Liga została ponownie zarządzana przez prezesa FIGC Giancarlo Abete. Pod rządami komisarza, które trwały kilka miesięcy, doszło do porozumienia między klubami w sprawie podziału Lega Nazionale Professionisti na dwie niezależne organizacje, począwszy od sezonu 2010/11. Maurizio Beretta, już wyznaczony na przewodniczącego nowej Lega Serie A, został wybrany we wrześniu 2009 roku na nowego i ostatniego prezesa Lega Nazionale Professionisti.

## Prezesi
- 1946–1950: Piero Pedroni
- 1950–1958: Saverio Giulini
- 1958–1962: Giuseppe Pasquale
- 1962–1964: Giorgio Perlasca
- 1964–1965: Artemio Franchi
- 1965–1973: Aldo Stacchi
- 1973–1976: Franco Carraro
- 1976–1977: Antonio Griffi
- 1977–1978: Franco Carraro (komisarz specjalny)
- 1978–1981: Renzo Righetti
- 1982–1987: Antonio Matarrese
- 1987–1996: Luciano Nizzola
- 1997–2001: Franco Carraro
- 2002–2006: Adriano Galliani
- 2006–2009: Antonio Matarrese
- 2009: Giancarlo Abete (komisarz specjalny)
- 2009–2010: Maurizio Beretta